# Cool (Texas)
Pour les articles homonymes, voir Cool.
Cool est une localité du comté de Parker, au Texas, aux États-Unis. Elle comptait 157 habitants lors du recensement de 2010.

## Source
- (en) Cet article est partiellement ou en totalité issu de l’article de Wikipédia en anglais intitulé « Cool, Texas » (voir la liste des auteurs).